# Hylaeus halictiformis
Hylaeus halictiformis är en biart som först beskrevs av Perkins 1912.  Hylaeus halictiformis ingår i släktet citronbin, och familjen korttungebin. Inga underarter finns listade i Catalogue of Life.

## Bildgalleri

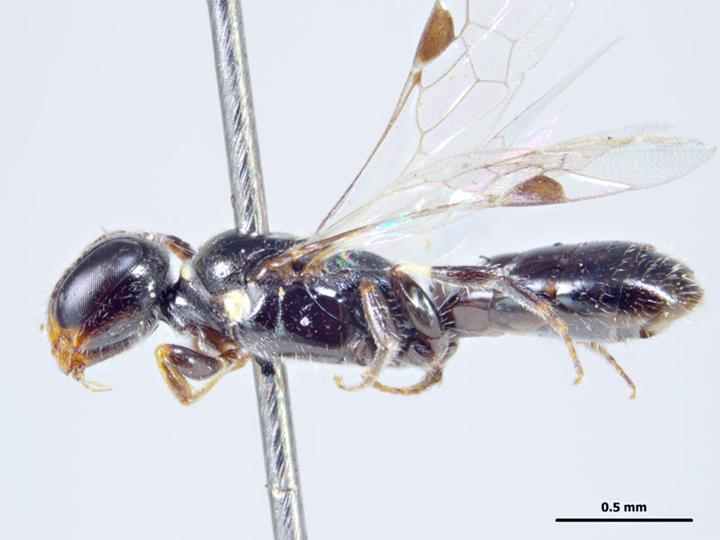